# Conistra carnea
Conistra carnea là một loài bướm đêm trong họ Noctuidae.